# Sandra Bradshaw
Sandra Bradshaw es una deportista británica que compitió en judo. Ganó tres medallas en el Campeonato Europeo de Judo entre los años 1984 y 1986.

## Palmarés internacional
| Campeonato Europeo | Campeonato Europeo    | Campeonato Europeo | Campeonato Europeo |
| Año                | Lugar                 | Medalla            | Categoría          |
| ------------------ | --------------------- | ------------------ | ------------------ |
| 1984               | Pirmasens (RFA)       | Medalla de bronce  | Abierta            |
| 1985               | Landskrona (Suecia)   | Medalla de oro     | +72 kg             |
| 1986               | Londres (Reino Unido) | Medalla de plata   | +72 kg             |